# بیناتون
بیناتون (انگلیسی: Binatone) شرکت الکترونیک بریتانیایی است، که در سال ۱۹۵۸ تأسیس شد.